# Gold (Imagine Dragons)
Gold è un singolo degli Imagine Dragons, il secondo estratto dal loro secondo album Smoke and Mirrors, pubblicato il 15 dicembre 2014.

## Video musicale
Il video musicale, diretto da Isaac Halasima, è stato pubblicato il 21 gennaio 2015.

## Classifiche
| Classifica (2015)  | Posizione massima |
| ------------------ | ----------------- |
| Stati Uniti (rock) | 12                |